# Juan Carlos Osorio
Juan Carlos Osorio Arbeláez (Santa Rosa de Cabal, 8 juni 1961) is een voormalig profvoetballer uit Colombia. Hij speelde als middenvelder voor Deportivo Pereira, SC Internacional en Once Caldas. Na zijn actieve loopbaan stapte hij het trainersvak in.
| Interlands Mexico onder leiding van Juan Carlos Osorio | Interlands Mexico onder leiding van Juan Carlos Osorio | Interlands Mexico onder leiding van Juan Carlos Osorio | Interlands Mexico onder leiding van Juan Carlos Osorio | Interlands Mexico onder leiding van Juan Carlos Osorio |
| №                                                      | Datum                                                  | Wedstrijd                                              | Uitslag                                                | Competitie                                             |
| ------------------------------------------------------ | ------------------------------------------------------ | ------------------------------------------------------ | ------------------------------------------------------ | ------------------------------------------------------ |
| 1                                                      | 13 november 2015                                       | Mexico – El Salvador                                   | 3 – 0                                                  | WK-kwalificatie                                        |
| 2                                                      | 17 november 2015                                       | Honduras – Mexico                                      | 0 – 2                                                  | WK-kwalificatie                                        |
| 3                                                      | 10 februari 2016                                       | Mexico – Senegal                                       | 2 – 0                                                  | Oefeninterland                                         |
| 4                                                      | 25 maart 2016                                          | Canada – Mexico                                        | 0 – 3                                                  | WK-kwalificatie                                        |
| 5                                                      | 29 maart 2016                                          | Mexico – Canada                                        | 2 – 0                                                  | WK-kwalificatie                                        |
| 6                                                      | 28 mei 2016                                            | Mexico – Paraguay                                      | 1 – 0                                                  | Oefeninterland                                         |
| 7                                                      | 1 juni 2016                                            | Mexico – Chili                                         | 1 – 0                                                  | Oefeninterland                                         |
| 8                                                      | 5 juni 2016                                            | Mexico – Uruguay                                       | 3 – 1                                                  | Copa América                                           |
| 9                                                      | 9 juni 2016                                            | Mexico – Jamaica                                       | 2 – 0                                                  | Copa América                                           |
| 10                                                     | 13 juni 2016                                           | Mexico – Venezuela                                     | 1 – 1                                                  | Copa América                                           |
| 11                                                     | 18 juni 2016                                           | Mexico – Chili                                         | 0 – 7                                                  | Copa América                                           |
| 12                                                     | 2 september 2016                                       | El Salvador – Mexico                                   | 1 – 3                                                  | WK-kwalificatie                                        |
| 13                                                     | 6 september 2016                                       | Mexico – Honduras                                      | 0 – 0                                                  | WK-kwalificatie                                        |
| 14                                                     | 8 oktober 2016                                         | Nieuw-Zeeland – Mexico                                 | 1 – 2                                                  | Oefeninterland                                         |
| 15                                                     | 11 oktober 2016                                        | Panama – Mexico                                        | 0 – 1                                                  | Oefeninterland                                         |
| 16                                                     | 11 november 2016                                       | Verenigde Staten – Mexico                              | 1 – 2                                                  | WK-kwalificatie                                        |
| 17                                                     | 15 november 2016                                       | Panama – Mexico                                        | 0 – 0                                                  | WK-kwalificatie                                        |
| 18                                                     | 8 februari 2017                                        | Mexico – IJsland                                       | 1 – 0                                                  | Oefeninterland                                         |
| 19                                                     | 24 maart 2017                                          | Mexico – Costa Rica                                    | 2 – 0                                                  | WK-kwalificatie                                        |
| 20                                                     | 28 maart 2017                                          | Trinidad en Tobago – Mexico                            | 0 – 1                                                  | WK-kwalificatie                                        |
| 21                                                     | 27 mei 2017                                            | Mexico – Kroatië                                       | 1 – 2                                                  | Oefeninterland                                         |
| 22                                                     | 1 juni 2017                                            | Mexico – Ierland                                       | 3 – 1                                                  | Oefeninterland                                         |
| 23                                                     | 8 juni 2017                                            | Mexico – Honduras                                      | 3 – 0                                                  | WK-kwalificatie                                        |
| 24                                                     | 11 juni 2017                                           | Mexico – Verenigde Staten                              | 1 – 1                                                  | WK-kwalificatie                                        |
| 25                                                     | 18 juni 2017                                           | Portugal – Mexico                                      | 2 – 2                                                  | Confederations Cup                                     |
| 26                                                     | 21 juni 2017                                           | Mexico – Nieuw-Zeeland                                 | 2 – 1                                                  | Confederations Cup                                     |
| 27                                                     | 24 juni 2017                                           | Mexico – Rusland                                       | 2 – 1                                                  | Confederations Cup                                     |
| 28                                                     | 29 juni 2017                                           | Duitsland – Mexico                                     | 4 – 1                                                  | Confederations Cup                                     |
| 29                                                     | 2 juli 2017                                            | Portugal – Mexico                                      | 2 – 1                                                  | Confederations Cup                                     |